# Nazionale maschile di calcio dello Yemen
La nazionale di calcio dello Yemen è la rappresentativa calcistica dello Yemen, posta sotto l'egida della Yemen Football Association ed affiliata all'AFC.
Prima del 1990, quando la nazione era divisa in Yemen del Nord e Yemen del Sud, esistevano due nazionali. Dopo l'unificazione il testimone è passato alla nazionale di calcio dello Yemen, considerata la prosecutrice della nazionale dello Yemen del Nord. In tal senso i risultati ottenuti da questa squadra fanno ora parte della storia della nazionale yemenita. La squadra della parte meridionale è invece scomparsa con l'unificazione. L'evento ricorda molto quello della nazionale di calcio tedesca, considerata a sua volta la prosecutrice della squadra della Germania Occidentale.
Lo Yemen non ha mai partecipato alla fase finale del campionato mondiale. Si è qualificata alla fase finale della Coppa d'Asia 2019, obiettivo che era stato precedentemente raggiunto dallo Yemen del Sud (che disputò la fase finale dell'edizione del 1976), e ha concluso il torneo al primo turno.
Occupa il 145º posto della classifica mondiale della FIFA.

## Storia

### Esordi (1965-1966)
La nazionale dello Yemen del Nord esordì ai Giochi panarabi del 1965 al Cairo. Perso per 9-0 al debutto contro il Sudan, fu sconfitto per 16-1 dalla Libia e per 4-0 dalla Siria, venendo così eliminata prima di vincere per 2-1 l'ultima partita, contro l'Oman.
Nel 1966 la squadra partecipò alla Coppa araba a Baghdad. Perse per 4-1 contro la Siria e per 7-0 contro la Mandato di Palestina tre giorni dopo. Il 5 aprile perse per 13-0 contro la Libia e fu eliminata.
Nello stesso anno lo Yemen del Nord partecipò ai Giochi delle forze emergenti, in Cambogia. Perse per 5-3 contro la Palestina, per 8-0 contro la Cambogia, per 9-0 contro il Vietnam, per 14-0 contro la Corea del Nord e per 6-0 contro la Cina.

### Il ritorno all'attività (1984-1989)
Dopo un'inattività di diciotto anni, nel 1984 la nazionale dello Yemen del Nord tornò in campo per tentare la qualificazione alla Coppa d'Asia 1984, partecipando per la prima volta alle eliminatorie del torneo. Inserita nel girone delle nazionali impegnate a Calcutta nell'ottobre 1984, lo Yemen del Nord perse per 6-0 contro la Corea del Sud il 10 ottobre (con 4 gol di Park Sung-Hwa e 2 di Chung Hae-Won), per 2-0 contro l'India due giorni dopo, per 4-1 contro il Pakistan il 15 ottobre e tre giorni dopo contro la Malaysia con lo stesso punteggio. Concluse dunque con l'eliminazione al primo turno.
Lo Yemen del Nord esordì nelle qualificazioni AFC alla Coppa del mondo in vista di Messico 1986. Inserita in un girone con Siria e Kuwait, esordì a Sana'a contro la Siria il 29 marzo 1985, subendo una sconfitta per 0-1 (il gol fu segnato dopo 70 minuti di gioco). Il 5 aprile seguente perse per 5-0 a Kuwait City contro i padroni di casa e il 19 aprile perse per 3-0 a Damasco contro la Siria. Il 26 aprile perse in casa per 1-3 contro il Kuwait di fronte a 10.000 persone, che videro l'unico gol segnato dagli yemeniti nelle eliminatorie.
Nell'agosto 1985 prese parte ai Giochi panarabi che si tennero a Rabat. Inserita in un girone con Arabia Saudita, Algeria e Emirati Arabi Uniti. Perse per 2-0 contro i sauditi il 5 agosto e per 3-1 contro l'Algeria, per poi vincere per 2-1 contro gli emiratini.
Il 15 ottobre 1985 lo Yemen del Nord affrontò per la prima volta una squadra non africana o asiatica, il Messico, da cui fu sconfitto in casa per 0-2.

### Dopo la riunificazione dello Yemen (1990-2000)
Nel 1990 lo Yemen del Nord e lo Yemen del Sud si riunirono. La nazionale del paese riunito esordì l'8 settembre 1990 battendo la Malaysia per 0-1 a Kuala Lumpur.
Al primo turno delle qualificazioni AFC al campionato del mondo 1994 lo Yemen si piazzò terzo nel proprio girone da cinque squadre, con 3 vittorie, 2 pareggi e 3 sconfitte, a 5 punti dall'Iraq capolista, mancando così l'accesso al turno successivo.
Nelle qualificazioni alla Coppa d'Asia 1996 la squadra si piazzò ultima nel girone con Arabia Saudita e Kirghizistan, ottenendo 3 punti in 4 partite come i kirghizi, ma con una peggiore differenza reti. A qualificarsi furono comunque solo i sauditi, dominatori del girone a punteggio pieno. L'unica vittoria fu ottenuta il 26 gennaio 1996 contro il Kirghizistan (1-0), poi vittorioso per 3-1 il 2 febbraio nella partita di ritorno. Tutte le partite del gruppo si giocarono a Riad.
Al primo turno delle qualificazioni AFC al campionato del mondo 1998 lo Yemen si piazzò secondo, davanti a Indonesia e Cambogia, ma a 8 punti dalla capolista Uzbekistan, con un bilancio di 2 vittorie, 2 pareggi e 2 sconfitte.

### Anni duemila (2000-2010)
Nelle qualificazioni alla Coppa d'Asia 2000 ottenne la vittoria più larga della propria storia, sconfiggendo per 11-2 a Kuwait City il Bhutan il 18 febbraio 2000, con tripletta di Ali Al-Nono. Nelle altre due partite del girone, disputate a Kuwait City, la squadra aveva ottenuto una vittoria per 3-0 contro il Nepal e subito una sconfitta per 2-0 contro il Kuwait. Chiuse il girone da cinque squadre al terzo posto con 6 punti.
Al primo turno delle qualificazioni AFC al campionato del mondo 2002 lo Yemen compì grandi progressi, battagliando con gli Emirati Arabi Uniti per il primato del girone. La squadra chiuse a 11 punti come l'India (3 vittorie, 2 pareggi, 1 sconfitta), a un solo punto dagli emiratini capolisti, ma ciò non bastò per qualificarsi.
Alla Coppa delle Nazioni Arabe 2002, però, arrivò una delusione. La squadra, che tornò a disputare il torneo dopo un'assenza di 36 anni (vi aveva partecipato come Yemen del Nord), pareggiò per 2-2 contro l'Arabia Saudita e perse per 4-2 contro il Libano, per 3-1 contro il Bahrein e per 4-0 contro la Siria.
Le eliminatorie della Coppa d'Asia 2004 andarono meglio, ma lo Yemen, terzo classificato, ottenne 2 vittorie e un pareggio in 5 partite e fallì la qualificazione a vantaggio dell'Indonesia, che pur avendo una differenza reti peggiore degli yemeniti avanzò come seconda classificata nel girone dietro l'Arabia Saudita.
Alla Coppa delle Nazioni del Golfo 2003 ottenne solo un punto, frutto del pareggio contro l'Oman, e chiuse all'ultimo posto il girone di sette squadre, con una differenza reti di -16 in 6 partite. Un anno dopo partecipò alla Coppa delle Nazioni del Golfo 2004, ma anche stavolta ottenne un solo punto, grazie al pareggio contro il Bahrein, chiudendo all'ultimo posto il girone B, con una differenza reti di -5 in 3 partite.
La tendenza negativa proseguì nelle qualificazioni AFC al campionato del mondo 2006, terminate all'ultimo posto nel girone (una vittoria, 2 pareggi, 3 sconfitte), e alla Coppa delle Nazioni del Golfo 2007, chiusa all'ultimo posto nel girone A (un pareggio e 2 sconfitte).
Le eliminatorie della Coppa d'Asia 2007 videro lo Yemen eliminato nel girone dominato da Giappone e Arabia Saudita. Da queste due nazionali la squadra yemenita fu sconfitta sia all'andata che al ritorno. Le uniche due vittorie del girone arrivarono contro l'India.

### Anni duemiladieci (2010-2019)
La qualificazione al campionato del mondo 2010 fallì prima del previsto. Dopo aver avuto la meglio sulle Maldive, lo Yemen fu eliminato dalla Thailandia al secondo turno preliminare, mancando per la prima volta l'accesso alla fase a gironi delle eliminatorie del mondiale.
Da novembre a dicembre 2010 lo Yemen ospitò la Coppa delle Nazioni del Golfo, dove esordì allo Stadio 22 maggio di Aden contro l'Arabia Saudita, da cui fu sconfitto per 4-0. Perse anche contro il Qatar (2-1) e il Kuwait (3-0), chiudendo con un gol fatto e 9 subiti, all'ultimo posto nel girone.
La Coppa d'Asia 2011 vide lo Yemen eliminato già nelle qualificazioni, a causa del terzo posto nel girone con Giappone, Bahrein e Hong Kong. La squadra ottenne 3 vittorie e un pareggio e subì 3 sconfitte.
Nelle qualificazioni al campionato del mondo 2014 la squadra uscì poi nel turno preliminare disputato nel luglio 2011 contro l'Iraq. Gli iracheni vinsero per 2-0 a Baghdad all'andata prima del pari a reti inviolate ad Al-Ain, negli Emirati Arabi Uniti, dove si giocò a causa delle rivolte nello Yemen.
Nel 2012 lo Yemen tornò a disputare dopo dieci anni la Coppa araba. Nel girone con Marocco, Bahrein e Libia si piazzò terzo, davanti al Bahrein, e fu eliminato al primo turno.
Alla Coppa delle Nazioni del Golfo 2013, nel gruppo con Kuwait, Arabia Saudita e Iraq, lo Yemen non andò mai in gol, mentre subì 6 reti, chiudendo al primo turno, con tre sconfitte in tre partite.
Nel dicembre 2013 lo Yemen cadde al 179º posto del ranking FIFA, peggior posizionamento di sempre nella graduatoria. Nel giro di undici mesi, da gennaio a dicembre, la squadra perse circa 50 punti, quasi la metà dei punti che aveva nella classifica. Per invertire la tendenza fu ingaggiato il commissario tecnico serbo Vladimir Petrović, già bandiera della Stella Rossa, che tuttavia si dimise già nel maggio 2014. Poco dopo la squadra precipitò al 186º posto della classifica FIFA.
In vista della Coppa delle Nazioni del Golfo 2014 fu ingaggiato il CT ceco Miroslav Soukup. La squadra fu eliminata dopo la fase a gironi, anche se per la prima volta non chiuse il girone all'ultimo posto.
Nelle qualificazioni al campionato del mondo 2018 lo Yemen batté il Pakistan nel turno preliminare, accedendo alla fase a gironi. Nel girone H ottenne solo una vittoria (0-1 sul campo delle Filippine) e subì 5 sconfitte, chiudendo all'ultimo posto il girone.
Il fallimento diede, però, il via ad un periodo di ripresa. Nelle eliminatorie della Coppa d'Asia 2019, sotto la guida del CT etiope Abraham Mebratu la compagine yemenita riuscì a ottenere la qualificazione alla fase finale con 2 vittorie e 4 pareggi in 6 partite, piazzandosi seconda nel proprio girone, dietro alle Filippine e davanti a Tagikistan e Nepal. Per lo Yemen si tratta della prima qualificazione alla fase finale del torneo (nel 1976 vi aveva partecipato lo Yemen del Sud). Nell'ottobre 2018 il timone della nazionale passa al CT slovacco Ján Kocian, con cui la squadra chiude la Coppa d'Asia 2019 al primo turno, con tre sconfitte in tre partite. Nelle girone di qualificazione al Mondiale di calcio 2022 arriva ultima, con 5 punti, derivati da 2 pareggi, con Singapore e Arabia Saudita e una vittoria 1-0 contro la Palestina.

## Risultati in Coppa del mondo
Yemen del Nord
- Dal 1930 al 1982 - Non partecipante
- 1986 e 1990 - Non qualificata

Yemen
- Dal 1994 al 2026 - Non qualificata

## Risultati in Coppa d'Asia
Yemen del Nord
- Dal 1956 al 1980 - Non partecipante
- Dal 1984 al 1988 - Non qualificata

Yemen
- 1992 - Non partecipante
- Dal 1996 al 2015 - Non qualificata
- 2019 - Primo turno

## Rosa attuale
Lista dei giocatori convocati per le partite di qualificazione alla Coppa d'Asia 2023 contro le Filippine, la Palestina e la Mongolia dell'8, 11 e 14 giugno 2022
Presenze e reti aggiornate al 14 giugno 2022.
| 1  | P | Mohammed Ayash       | 6 marzo 1986      | 38 | 0 | Peshmerga           |  |  |
| 23 | P | Salem Al-Harsh       | 7 ottobre 1998    | 3  | 0 | Al-Wehda SC         |  |  |
|    |   |                      |                   |    |   |                     |  |  |
| 2  | D | Ammar Al-Baidani     | 30 ottobre 2001   | 2  | 0 | Al-Wahda San'a'     |  |  |
| 3  | D | Salem Mutran         | 26 settembre 1995 | 3  | 0 | Al-Sha'ab Hadramaut |  |  |
| 4  | D | Mudir Al-Radaei      | 1º gennaio 1993   | 62 | 1 | Al-Ahli San'a'      |  |  |
| 5  | D | Emad Al-Godaimah     | 11 marzo 2003     | 1  | 0 | Samarra             |  |  |
| 12 | D | Ahmed Al-Wajeeha     | 5 febbraio 2002   | 5  | 0 | Al-Sha'ab Ibb       |  |  |
| 15 | D | Hamzah Sabah         | 12 febbraio 2002  | 3  | 0 | Al-Wahda San'a'     |  |  |
| 19 | D | Rami Al-Wasmani      | 1º febbraio 1997  | 1  | 0 | SDZ Amsterdam       |  |  |
|    |   |                      |                   |    |   |                     |  |  |
| 6  | C | Abdul Aziz Khamis    |                   | 1  | 0 | Al-Ahli San'a'      |  |  |
| 9  | C | Mohammed Al-Dahi     | 3 aprile 1996     | 3  | 0 | Samarra             |  |  |
| 11 | C | Abdulwasea Al-Matari | 4 luglio 1994     | 52 | 8 | Al-Ittihad          |  |  |
| 13 | C | Omar Sharid          | 10 marzo 1997     | 2  | 0 | Fahman Abyan        |  |  |
| 14 | C | Manaf Saeed          | 23 novembre 1998  | 9  | 0 | Al Shula            |  |  |
| 16 | C | Haidar Aslam         | 11 luglio 1994    | 2  | 0 | Al-Saqr             |  |  |
| 17 | C | Abdul Majeed Sabarah | 1º gennaio 1999   | 3  | 0 | Al-Wahda San'a'     |  |  |
| 18 | C | Anis Al-Maari        | 9 gennaio 2000    | 1  | 0 | Al-Sha'ab Ibb       |  |  |
| 19 | C | Nasser Mohammedoh    | 24 maggio 1999    | 18 | 1 | Al-Mina'a           |  |  |
| 23 | C | Omar Al-Dahi         | 15 dicembre 1999  | 16 | 2 | Aswan               |  |  |
|    |   |                      |                   |    |   |                     |  |  |
| 7  | A | Ahmed Al-Hemyari     | 15 maggio 2002    | 42 | 2 | Chabab Mohammédia   |  |  |
| 8  | A | Galal Al-Galal       | 3 gennaio 1996    | 6  | 0 | Al-Bahri SC         |  |  |
| 10 | A | Mohsen Qarawi        | 15 maggio 1989    | 16 | 3 | Al-Sha'ab Hadramaut |  |  |
| 20 | A | Emad Mansoor         | 15 aprile 1992    | 33 | 2 | Al-Sha'ab Hadramaut |  |  |

## Tutte le rose

### Coppa d'Asia
Coppa d'Asia 20191 Ayash, 2 Al-Wasmani, 3 Fuad Omar, 4 Al-Radaei, 5 Al-Gumaei, 6 Abdulrab, 7 Al-Sarori, 8 Al Khyat, 9 Al-Sasi, 10 Dhabaan, 11 Al Matari, 12 Al-Huthaifi, 13 Addin Mahdi, 14 Hafeedh, 15 Hamsan, 16 Al-Omzae, 17 Al-Ghazi, 18 Alos, 19 Boqshan, 20 Mansoor, 21 Ba Rowis, 22 Al-Harsh, 23 Al-Sowadi, CT: Kocian